# Leo Frobenius
Pour les articles homonymes, voir Frobenius.
Leo Viktor Frobenius, né le 29 juin 1873 à Berlin et mort le 9 août 1938 à  Biganzolo (aujourd'hui intégré à Verbania), lac Majeur, Piémont, Italie,  est un ethnologue et archéologue africaniste allemand.

## Biographie
Leo Frobenius est un ethnologue autodidacte, sans formation universitaire, qui commence sa carrière dans les musées de Brême, Bâle et Leipzig. Ses premiers travaux scientifiques sur « l’Origine des cultures africaines » paraissent en 1898, l’année même où il créa les « Archives africaines » à Berlin.
De 1904 à 1935, il mène douze expéditions en Afrique.
De sa première expédition en 1904, dans le Kasaï (Congo belge), il ramène ses premiers objets culturels qui alimenteront plus tard l'Institut Frobenius de Francfort. C'est au cours de la quatrième expédition, qui se déroule de 1910 à 1912, qu'il formule sa théorie de l'Atlantide africaine selon laquelle les sculptures en alliage cuivreux découvertes à Ife au Nigeria ne proviennent pas, comme on l'a su plus tard, de l'art des Yorubas au Moyen Âge, mais des contacts que la civilisation grecque de l'Atlantide aurait eus avec eux. 
En 1920, il fonde l'Institut pour la morphologie culturelle à Munich. Il devient professeur honoraire de l'université de Francfort en 1932, et directeur du musée ethnographique de la ville en 1935.
Il meurt le 9 août 1938 et est inhumé au cimetière principal de Francfort.

## Théories scientifiques
Bien que Leo Frobenius ne soit pas un scientifique au sens propre du terme, il ne peut d’ailleurs pas l’être dans la mesure où l’ethnologie n’est pas encore établie comme discipline, il développe, de 1894 à 1908 la théorie des cercles culturels (la culture se déplace dans l'espace et le temps) et de 1921 à 1938 l'histoire de l'évolution culturelle par la morphologie des objets découverts.
Frobenius est l'un des premiers ethnologues à remettre en cause les bases idéologiques du colonialisme, en contestant notamment l'idée que les Européens auraient trouvé en Afrique des peuples véritablement sauvages, auxquels ils auraient apporté la civilisation.

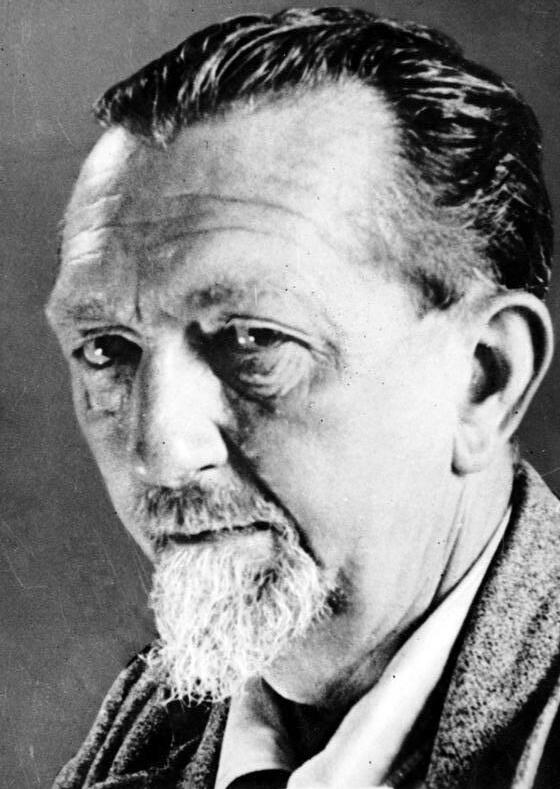
Leo Frobenius, peu avant 1938.

Il eut une grande influence sur les théoriciens et poètes de la négritude, notamment Aimé Césaire qui le valorise dans son Discours sur le colonialisme.

## Publications
- Die Geheimbünde Afrikas (Hamburg 1894) [Sociétés secrètes d'Afrique.]
- Der westafrikanische Kulturkreis. Petermanns Mitteilungen 43/44, 1897/98 [La culture ouest africaine]
- Weltgeschichte des Krieges (Hannover 1903) [Histoire mondiale de la guerre]
- Der schwarze Dekameron : Belege und Aktenstücke über Liebe , Witz und Heldentum dans Innerafrika (Berlin, 1910) [Le Décaméron noir : l'amour, la plaisanterie et l'héroïsme dans le centre de l'Afrique]
- Unter den unsträflichen Äthiopen (Berlin 1913) [Parmi l'Éthiopien irréprochable]
- Der Völkerzirkus unserer Feinde (Eckart-Verlag, Berlin 1917) [Le cirque populaire de nos ennemis]
- Erlebte Erdteile : Ergebnisse eines deutschen Forscherlebens. [Régions du monde expérimentées: résultats de la vie d'un chercheur allemand]
- Paideuma. Umrisse einer Kultur- und Seelenlehre. München 1921. [Paideuma (l'être, l'âme des civilisations). Les grandes lignes d'une doctrine culturelle et spirituelle]
- Atlantis : Volksmärchen und Volksdichtungen Afrikas (Iéna 1921-1928) [Atlantis: contes folkloriques et poèmes populaires d'Afrique]
- Vom Kulturreich des Festlandes : Dokumente zur Kulturphysiognomik (Berlin 1923) [De la culture continentale : documents sur la physiognomie culturelle]
- Erythräa. Länder und Zeiten des heiligen Königsmordes (Berlin 1931) [Erythrée. Les terres et les temps du saint régicide]
- Kulturgeschichte Afrikas (Zürich 1933) [Histoire culturelle de l'Afrique]
- Denkformen vergangener Menschheit (Scientia, Vol. 64, Milano 1938) [Formes de pensée de l'humanité passée]